# Alpinia tamacuensis
Alpinia tamacuensis är en enhjärtbladig växtart som beskrevs av Rosemary Margaret Smith. Alpinia tamacuensis ingår i släktet Alpinia och familjen Zingiberaceae. Inga underarter finns listade i Catalogue of Life.